# Аммонитский язык
Аммонитский язык — мёртвый язык из семьи семитских языков, на котором говорил древний ближневосточный народ аммонитян. Существовал в I тысячелетии до нашей эры.

## Изучение
Существует довольно мало памятников аммонитского языка. Среди них относящаяся к IX веку до н. э. надпись из Амманской цитадели и несколько остраконов.